# Czesław Olszewski
Czesław Olszewski, lit. Česlav Olševski (ur. 26 czerwca 1961 w Pietruliszkach w rejonie wileńskim) – litewski polityk, policjant i samorządowiec narodowości polskiej, poseł na Sejm Republiki Litewskiej.

## Życiorys
W 1979 ukończył szkołę średnią, następnie do 1981 odbywał służbę wojskową w Armii Radzieckiej. W latach 1981–2004 pracował w resorcie spraw wewnętrznych, służąc w litewskiej policji. W międzyczasie, w 1991, ukończył studia prawnicze w Litewskiej Akademii Policyjnej. Działacz Związku Polaków na Litwie i Akcji Wyborczej Polaków na Litwie. Od 2004 związany z lokalną administracją, był m.in. zastępcą dyrektora administracji rejonowej w rejonie wileńskim (2004–2006) i dyrektorem departamentu bezpieczeństwa w administracji miejskiej Wilna (2007–2009). Od 2007 wybierany na radnego rejonu wileńskiego. Pełnił funkcję doradcy mera tego rejonu, a w 2011 objął stanowisko zastępcy mera rejonu wileńskiego.
W wyborach w 2016 wystartował z ramienia AWPL do Sejmu w okręgu jednomandatowym nr 57. Uzyskał mandat poselski, wygrywając w pierwszej turze głosowania. W wyborach w 2020 z powodzeniem ubiegał się o reelekcję, ponownie wygrywając w pierwszej turze wyborów. W 2024 został wybrany na kolejną kadencję (w drugiej turze głosowania w okręgu jednomandatowym).